# 山形県立鶴岡養護学校
山形県立鶴岡養護学校（やまがたけんりつ つるおかようごがっこう）は、山形県鶴岡市大塚町にある公立特別支援学校。知的障害者を教育対象とする。

## 学部
- 小学部
- 中学部
- 高等部

## 分校
鳥海学園分教室
| 所在地：〒999-8437山形県飽海郡遊佐町大字藤崎字茂森14番地の178 |